# Lone Loklindt
Lone Bruun Loklindt (født 16. april 1960 i Esbjerg) er en dansk politiker, tidligere folketingsmedlem og uddannet cand.merc.int. Hun blev valgt til folketinget for Radikale Venstre ved folketingsvalget den 15. september 2011, men blev ikke genvalgt ved det efterfølgende valg i 2015.
I Folketinget var hun formand for miljøudvalget og bestred ordførerposterne inden for miljø, menneskerettigheder samt udviklingssamarbejde i Radikale Venstres folketingsgruppe og var desuden medlem af Folketingets præsidium (3. næstformand).
Loklindt har siden 2018 siddet i Kommunalbestyrelsen på Frederiksberg, herunder som formand for Arbejdsmarked- og Uddannelsesudvalget og medlem af Kultur- og Fritidsudvalget samt af Magistraten (Økonomiudvalget) som rådmand.

## Politisk karriere
Fra 1997 til 2000 var Loklindt næstformand og i 2001 fungerende formand i det Radikale Venstre. I 2010-11 var hun medlem af kommunalbestyrelsen på Frederiksberg, hvor hun var rådmand (medlem af Økonomiudvalget), formand for Kultur- og Fritidsudvalget og Folkeoplysningsudvalget samt medlem af By- og Miljøudvalget.
Ved folketingsvalget i 2011 var Lone Loklindt kandidat for Radikale Venstre i Københavns Storkreds. Hun blev valgt til folketinget for Radikale Venstre den 15. september 2011 med 1.227 personlige stemmer, hvilket var en fremgang på 670 personlige stemmer i forhold til folketingsvalget i 2007.
Ved folketingsvalget i 2015 gik hun tilbage og fik kun 1.134 personlige stemmer. Dermed blev hun slået af Ida Auken, Manu Sareen og Samira Nawa og således ikke genvalgt til Folketinget. Som reaktion på valgresultatet udtalte hun, at hun havde lyst til at flytte fra Danmark.
I oktober 2016 blev hun i stedet valgt som spidskandidat for Radikale Venstre til kommunalvalget på Frederiksberg.
Siden januar 2018 har Loklindt været medlem af Kommunalbestyrelsen på Frederiksberg, hvor hun er rådmand samt formand for Arbejdsmarked- og Uddannelsesudvalget og medlem af Kultur- og Fritidsudvalget. Herefter valgte hun ikke at opstille på ny som folketingskandidat.

## Kommunalvalget på Frederiksberg i 2017
Forud for kommunalvalget i 2017 blev Lone Loklindt udpeget som spidskandidat for Radikale Venstre på Frederiksberg. Herefter tog hun initiativ til etableringen af ’den grønne koalition’ bestående Socialdemokratiet, Enhedslisten, SF og Alternativet. Radikale Venstre havde hidtil støttet op om de Konservatives borgmesterkandidatur, men med den nye koalition skiftede Det Radikale Venstre på Frederiksberg side til at støtte venstrefløjen på betingelse af, at Lone Loklindt selv skulle være ny borgmester i tilfælde af et rødt flertal.
Den nyskabte koalition var kun 168 stemmer fra at vælte den siddende borgmester Jørgen Glenthøj efter 110 års konservativt styre på Frederiksberg. Valget endte således med, at Jørgen Glenthøj (K) blev genvalgt som borgmester med 49,9% af stemmerne til de borgerlige partier mod 49,7% til venstrefløjen.

## Privat
Hun er gift med Erik Loklindt og bor i en villa på Frederiksberg. Deres fire børn har gået på den franske privatskole Prins Henriks Skole på Frederiksberg.

## Kontroverser

### Overtrædelse af valgloven
I forbindelse med valget om EUs patentdomstol overtrådte hun valgloven ved at offentliggøre et billede af sin afgivne stemme på Facebook. I den forbindelse udtalte hun, at hun simpelthen ikke vidste, at det var ulovligt.

## Øvrigt
Siden maj 2019 har Loklindt været formand for den politiske organisation Nyt Europa. Hun sidder desuden i bestyrelsen for interesseorganisationen DANVA (Dansk Vand- og Spildevandsforening).
Lone Loklindt beskæftiger sig med bæredygtig udvikling, demokrati og menneskerettigheder. I 2013 foreslog hun bl.a. at indføre pant på tøj. Desuden er hun optaget af kvinders ligestilling, kulturpolitik, iværksætteri og fremtidens arbejde. Som politiker på Frederiksberg har hun fokuseret på økonomisk politik, bæredygtig udvikling og kulturpolitik. Sidstnævnte primært i forhold til bibliotekerne, idrætten og den rytmiske musik.